# 山东省济南第一中学
山东省济南第一中学（简称：济南一中；英语：Jinan No.1 High School in Shandong Province），是位于中华人民共和国山东省济南市的一所省级重点高级中学。该校创建于1903年，经历山左公学、山东省立一中、省立高中、国立六中、济南中学等时期，1950年更名为山东省济南第一中学至今，1986年由完全中学改为高级中学。

## 历史

### 1903年－1914年
清光绪二十九年（1903年）正月，山东大学堂的刘冠三在济南城乾继门内发起创办一所私立新式学堂，名为山左公学。1903年农历七月，山东省济南府公办的济南书院改设为济南府官立中学堂，有学生60名。同年（1903年），公励中小学堂在高都司巷开办，也是私立中学。1906年，山左公学迁至北园大杨庄，成为同盟会的重要活动基地，1907年遭到政府查封。1908年，山左公学在西公界题壁堂内（今高都司巷小学分校校址）复校，不久迁至趵突泉附近的尚志堂。1908年暑假后，官立中学堂堂舍扩建，学生增至100名，分为甲乙两班，有汉文、英文、理化、算学、体操教员7人。1912年，山东各府州县的官立中学堂一律改称中学校，济南府官立中学堂随之更名。1913年5月，公立山左公学学生罢课，反对张达辰担任校长，反对校方开除学生代表。1913年，山东的行政区划发生变化，取消府制，实行省、道、县三级制。各府所办学校均归省立，各私立中学亦改为省立，各中学不再用地名为校名，而以顺序数字冠以校名，省立中学共有16所。其中，山左公学、济南府官立中学堂和公励中小学堂分别改为省立第一、二、三中学。1914年，原有省立中学16处并为10所，省立第一、二、三中学合并为山东省立第一中学，简称“省立一中”。

### 1914年－1937年

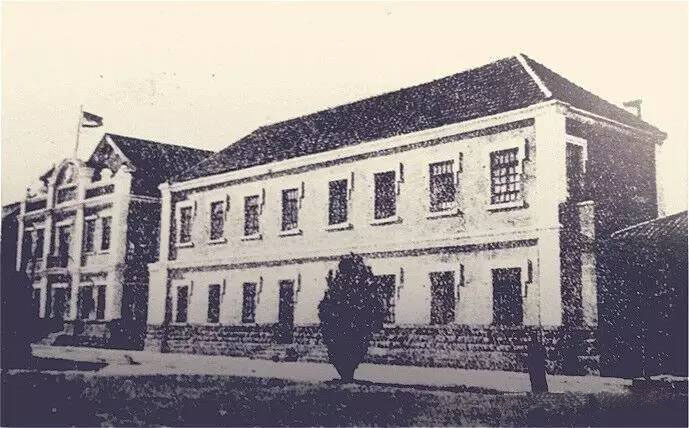
山东省立第一中学教学楼（贡院墙根街）

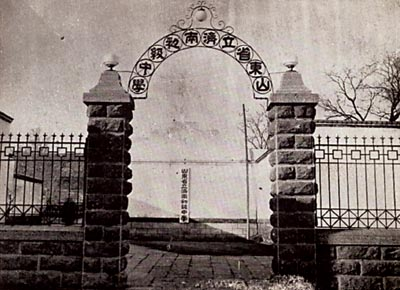
山东省立济南初级中学校门

山东省立第一中学建校之初，校址位于贡院墙根街的今山东省人民政府大院东北角和山东省图书馆旧址。按照1912年7月中华民国教育部制定的“壬子学制”，该校的中学修业年限为四年，不实行初、高中分段。1920年5月4日，第一中学与省立第一师范、齐鲁大学等校的千余名师生，手执“驳回通牒”、“废除条约”、“纪念五四”等字样的小旗，在省议会召开“五四”一周年纪念大会。1920年9月，一中学生邓恩铭与一师学生王尽美秘密成立“康米尼斯特学会”（共产主义学会）。1921年5月，王尽美和邓恩铭等人在济南成立共产主义小组，小组选举王邓两人为参加中国共产党第一次全国代表大会的代表。1922年，民国政府颁布《学校系统改革令》，中学学制改为初中三年，高中三年。山东各所省立中学改制为初中，同年按新制招生，旧制学生延续完不在按旧制招生。1924年，山东省直辖济南、济宁、胶东、东临四道区各设一校增设高中部，于是济南的省立一中设高中部。1924年4月13日下午6时，省立一中失火，8间教室被烧，6名学生受伤。事后，山东省长熊炳琦以该校校长不慎招灾，明令记过，责其妥办善后。
1926年，省立山东大学建立，省立一中等四所学校的高中部集中于济南，建成山东大学附设高中班，即山东大学附属中学。山大附中内分文理两科，只收男生，有文理两处校址。1928年济南惨案期间，省立一中校舍惨遭炮击毁坏被迫停课，山大附中同时关了门。1929年，省立山东大学搬迁青岛办理，附属中学于1929年7月搬迁杆石桥原山东高等学堂校址（今属山东省实验中学），并更名为山东省立高级中学，习称“省立高中”，是当时山东唯一的公办高中。1929年5月31日，山东省教育厅通令省立各中学本年度暂不设高中，原有高中班者送济南省立高中肄业。1929年，省立一中临时借用趵突泉尚志书院复课。1929年底，省立一中校长赵太侔带领全校师生迁往杆石桥街杆石桥桥头西侧路北的原山东大学堂旧址的新校址，与省立高中位于同一个校园内。起初，两校共用一个大门，省立一中在西，省立高中在东，两者之间用一道矮墙隔开，操场也用木桩和铁丝网分隔。1930年开始，省立一中只招收初中学生。1931年，省立一中与省立高中的学生与济南其他多所学校的学生组成反对日本侵占东北三省的济南学生请愿团赴南京请愿，受到蒋介石接见，后在外交部、国民党中央党部抗议示威。1934年，省立高中更名为山东省立济南高级中学；省立一中改名为山东省立济南初级中学，习称“省立初中”，两校互不隶属。

### 1937年－1948年
1937年7月，抗日战争全面爆发。1937年10月，山东省教育厅令全省公立中学、师范、职业学校西迁。抗战流亡时，初中校长是孙维岳，有初中学生十二三个班，全校学生百余人，师生总共为268人。省立高中的校长是宋还吾，因为该校是全省唯一一所高中，学生人数较多，师生有上千人。全省近50所中等学校的师生途径河南许昌、南阳，湖北均县、郧阳，陕西汉中、安康，四川罗江、绵阳。1937年12月，山东联合中学在河南许昌建立。后辗转在湖北郧阳、均县驻扎半年。1938年2月，教育部接管，改名为国立湖北中学，杨展云、宋还吾、蒋世健先后任校长。宋还吾校长在湖北郧阳去世。1939年2月，各校师生到达四川绵阳、德阳地区，易名为国立山东中学，1939年4月更名国立第六中学，葛兰笙、王晓伦先后任校长。国立第六中学设校本部和四个分校，有学生5,000余人。济南省立初中的师生主要在四川罗江的国立六中四分校。
1938年10月14日，日伪当局在济南贡院墙根街原爱美中学校址建立以省立初中和省立高中两校未南迁的学生为主体的山东省立济南中学。1939年3月，该校搬迁到今济南市运署街43号原济南公署址的校址。1945年抗战胜利后，国民政府决定后方的各所国立中学的师生复员原籍，中学由国立改为省立。1946年上半年，山东省教育厅在济南相继建五所省立临时中学以配合山东师生复员，日伪成立的山东省立济南中学同时期被接收，任世振任校长。1946年，受国共内战影响，国立六中学未能按计划完整复员。1947年，山东省教育厅在济南成立国立六中复员筹备处、省立济南高级中学复校筹备处。至1947年底，省立济南中学仍正常办学。

### 1948年－
1948年9月24日，中国人民解放军占领济南。9月29日，济南特别市政府成立。9月下旬，济南市军管会文教部接管济南城的各所省立、市立中学，并将其重新组合成新的公立中学。其中，济南中学仍在运署街办学，山东教育家王祝晨担任校长，负责筹备复课工作。1948年10月31日，济南中学复课。1949年8月，济南中学改称山东省立济南第一中学。1950年，该校经上级批准，改称山东省济南第一中学。1950年，经上级部门批准，原建设厅旧址全部划归该校，学校面积由原来不足30亩扩大到116亩。1950年，全校师生在学校号召下自制教具，改善教学，受到山东省教育厅的通告表扬。1951年下半年，济南一中被列入全国200所重点中学。1953年，学校根据苏联凯洛夫教育学理论加强教学计划性，强调个人备课和集体备课以及相互听课，收到良好效果。1948年－1956年间，该校每年的高考升学率占应届毕业人数的95%以上，居全省之首。
1958年，改为省立高级中学。1959年6月19日，山东省教育厅指定15所中学为全省的重点学校，济南一中被列入其中。1960年，济南第十八中学并入济南第一中学，恢复为完全中学。1963年10月，济南一中被山东省确定列入要重点办好的39所中学。1985年，又改为高级中学。1987年，该校有32个教学班，学生2,100人，教职工207人。2007年2月，济南一中整体搬迁至原山东轻工业学院校址。2021年，济南一中恢复设立初中部。

## 办学规模
该校现为寄宿制完全中学，位于济南市二环东路999号，占地158亩，建筑面积近10万平方米。根据学校官网介绍，该校共有73个教学班，在校生3500余名，在职教职工280人。

## 学校荣誉
1958年，该校被中国教育部和国家体委授予“全国体育红旗学校”。1959年，该校曾出席全国文教战线群英会。
1996年，该校被评为山东省电教先进单位。1998年，被教育部命名为全国首批现代教育技术实验学校。1999年，获市容貌工程先进单位、市卫生工作先进单位、省级文明单位、全国体育工作先进单位、全国体育传统项目先进单位等荣誉称号。自1996年以来，连续5年被评为市教育系统全方位目标管理先进单位。2012年8月，该校被山东省教育厅授予“山东省教师教育工作先进单位”称号。该校曾被济南市教育局评为“年度工作先进单位”和“2012年度党风廉政建设工作先进单位”。2017年12月，该校被山东省教育学会学生发展指导中心授予“山东省学生发展指导示范基地”称号。

## 友好中学
2000年8月，济南一中与日本和歌山县立南部高中结为友好学校，并实现双方的互访。2006年1月，济南一中与美国半岛高中结为友好学校。2008年6月，济南一中与韩国西大田高中结为友好学校。

## 备注
1. ↑  一说山左公学创立于1906年[2]；一说山左公学创立于1901年[3]
2. ↑  也作“公励中学堂”[6]
3. ↑  一说1908年1月被查封[9]
4. ↑  一说山左公学先在趵突泉，后迁杨家庄[10]
5. ↑  资料称公励中学堂1911年辛亥革命后改为公立[7]，可能是指此时
6. ↑  一说1923年，山东省立第一中学设高中部[2]
7. ↑  一说成立于1929年8月[16]
8. ↑  一说1930年迁至杆石桥校址[15]